# 곽효환
곽효환(郭孝桓, 1967년~)은 대한민국의 시인이다. 한국문학번역원 원장이며, 서울국제문학포럼 집행위원장 및 대산문화재단 상무, 대산문화재단 사무국장 등을 역임했다.

## 수상
- 2013년: 애지문학상[2]
- 2015년: 편운문학상[3]
- 2016년: 김건일문학상[4]
- 2016년: 유심문학상[5]
- 2019년: 김달진문학상[6]